# Монолинурон
Монолинурон — гербицид и альгицид. Используется для борьбы с сорными растениями при возделывании картофеля, льна-долгунца и хмеля (однолетних саженцев). Монолинурон влияет на фотосинтез растения - сорняков. После поступления через корни и листья сорняков он ингибирует фотосинтез, вызывая пожелтение листьев и их последующее отмирание, что в конечном итоге вызывает смерть растения. В аквариумистике он используется для борьбы с нежелательными избыточными водорослями.
Эффективен в борьбе с лисохвостом полевым, очным цветом полевым, горчицей полевой, галинсогой мелкоцветной, редькой дикой, просом куриным, различными видами ромашки, различными видами мятлика и яснотки, а также со звездчаткой. На картофеле используется при нормах расхода 1,5 — 3 кг/га, на льне-долгунце — 0,5 — 0,9 кг/га путём опрыскивания почвы до всходов культуры, на хмеле — опрыскиванием почвы сразу после высадки черенков (1 кг/га). На следующий год после обработки монолинуроном можно высевать любые культуры.
Остаточные количества определяют ТСХ.
Не раздражает кожу. Меры предосторожности — как с малотоксичными пестицидами. ПДК в атмосферном воздухе 0,001 мг/м3, в воде водоемов санитарно-бытового пользования 0,05 мг/л. ОДК в почве 0,7 мг/кг. Остаточное содержание в картофеле не допускается.
СК50 для гуппи 0,25 мг/л (45 ч).

## Получение
Получают взаимодействием 4-хлорфенилизоцианата с гидроксиламином с последующим метилированием 4-хлорфенилгидроксимочевины диметилсульфатом.